# Jan Guz
Pour les articles homonymes, voir Guz.
Jan Guz, né le 30 octobre 1956 et mort le 24 mai 2019 à Varsovie, est un syndicaliste polonais, président de l'Entente nationale polonaise des syndicats de 2004 à son décès.

## Biographie
Jan Edmund Guz est issu d'une famille de paysans de Białobrzegi près de Kock. À l'âge de six ans, ses parents étant décédés, il est confié à un orphelinat de Czemierniki. Il est diplômé d'une école professionnelle avec un CAP de serrurier, puis d'un lycée technique avec une spécialité en usinage. En 1988, il obtient un diplôme en sciences politiques à l'Académie des sciences sociales (pl) du Comité central du PZPR (en) à Varsovie et, en 2002, un diplôme de management à la faculté de gestion (pl) de l'université de Varsovie. Il suit également des formations dans de nombreux domaines comme la protection sociale et des cours de pédagogie pour les formateurs. 
Il a travaillé comme mécanicien, chef de département mécanique, cofondateur d'entreprises. Dans les années 1980, il travaille en Suède. Dans les années 1990, il crée et dirige sa propre entreprise spécialisée dans les produits industriels. 
En 1972, il s'engage dans le mouvement de jeunesse des Ochotnicze Hufce Pracy (pl). À partir de 1984, il y exerce diverses responsabilités régionales. Il préside le comité régional de la centrale syndicale OPZZ, proche du régime, dans la voïvodie de Biała Podlaska. De 1977 à la dissolution de celui-ci, il est membre du Parti ouvrier unifié polonais (PZPR). Il exerce, entre autres la fonction d'instructeur dans son comité régional. Dans les années 1980, il est élu local, siégeant au conseil de la voïvodie. Après les changements démocratiques de 1989, il est candidat à la Diète sur une liste de l'Alliance de la gauche démocratique (SLD). 
De 1997 à 2004, il est vice-président de l’OPZZ. Le 20 avril 2004, il est élu président du syndicat, et est réélu aux congrès suivants jusqu'à sa mort. Il représente à ce titre l'OPZZ dans de nombreuses instances officielles ou paritaires. Il est notamment vice-président de la Commission tripartite économique et sociale (pl). 
En 2010, le président de la République de Pologne, Lech Kaczyński le nomme membre du Conseil de développement national (pl). En octobre 2015, il est membre du nouveau Conseil pour le dialogue social (pl).
Pour les élections européennes de 2019, il est présent à un meeting de la liste de gauche Lewica Razem (pl) présentée par le parti Razem avec l'Union du travail (UP) et le Mouvement pour la justice sociale (pl) sans pour autant prendre parti contre la Coalition européenne (pl) à laquelle participent le SLD, la SDPL, PO, les Verts et de petits partis libéraux.
Hospitalisé à la suite d'un AVC le 20 mai 2019, il meurt le 24 mai 2019.

## Vie privée
Marié à Alina, ouvrière des usines textiles de Biała Podlaska, ils ont eu deux enfantsr. 

## Distinctions
- Croix d'officier de l'Ordre Polonia Restituta - à titre posthume[7]